# Run for Cover (canción de The Killers)
«Run for Cover» es una canción de la banda de rock estadounidense The Killers de su quinto álbum de estudio, Wonderful Wonderful (2017). Originalmente lanzado como un sencillo promocional el 28 de julio de 2017, la canción fue enviada a la radio de éxito contemporánea en el Reino Unido el 8 de septiembre de 2017, y a la radio alternativa en los Estados Unidos el 14 de noviembre de 2017, sirviendo como el segundo sencillo del álbum.

## Antecedentes
El vocalista de The Killers, Brandon Flowers, reveló que "Run for Cover" fue escrito originalmente para su álbum Day & Age de 2008 , pero no fue completado debido a que Flowers no pudo terminar el segundo verso de la canción en ese momento. Después de reunirse con el músico australiano Alex Cameron en Las Vegas, finalmente tuvo un gran avance mientras seguían trabajando juntos hasta que el verso finalizara. A principios de 2017, Flowers reveló que la canción tenía una buena oportunidad de aparecer en el álbum de la banda. The Killers debutó "Run for Cover" durante un concierto en Borgata en Atlantic City el 10 de junio de 2017. Finalmente, el 28 de julio, la canción se lanzó como un sencillo promocional de Wonderful Wonderful.

## Composición e interpretación lírica
«Run for Cover» se ha caracterizado bajo los géneros new wave, post-punk revival, pop rock y heartland rock, fue compuesto por Flowers, Mark Stoermer, Ronnie Vannucci Jr., Alex Cameron, Jacknife Lee y Stuart Price. Aunque inicialmente fue producido por este último, la producción de la pista fue terminada por Lee.
La canción también contiene una interpolación de "Redemption Song" de Bob Marley. Líricamente, la canción habla de violencia doméstica, ya que Flowers le dice a una mujer que "corra para esconderse" de su abusivo esposo mientras ella todavía puede hacerlo.

## Vídeo musical
El vídeo musical de la canción fue dirigido por Tarik Mikou y lanzado el 22 de agosto de 2017. El vídeo cuenta la historia de una mujer que intenta huir de su examante, respaldando el tema recurrente de relación abusiva de las letras de la canción. Después de ser golpeado por él con un automóvil, ella se levanta y prende fuego al vehículo dentro de él. La cinta de casete que sostiene en el vídeo dice "28/07/17", refiriéndose a la fecha de lanzamiento del sencillo.

## Posicionamiento en listas y certificaciones

### Semanales
| Lista (2017–18)                               | Mejor posición |
| --------------------------------------------- | -------------- |
| Bélgica (Flandes) (Ultratip Bubbling Under)   | 6              |
| Canadá (Canada Rock)                          | 6              |
| Estados Unidos (Adult Alternative Songs)      | 20             |
| Estados Unidos (Hot Rock & Alternative Songs) | 19             |
| Reino Unido (UK Singles Chart)                | 100            |

### Certificaciones
| País        | Organismo certificador | Certificación | Ventas  | Ref.   |
| ----------- | ---------------------- | ------------- | ------- | ------ |
| Australia   | ARIA                   | Oro           | 35 000  | [ 9 ]  |
| Canadá      | Music Canada           | Oro           | 40 000  | [ 10 ] |
| Reino Unido | BPI                    | Plata         | 200 000 | [ 11 ] |